# Pablo Figueroa
Pablo Figueroa Carillo (ur. 27 października 1986) – portorykański judoka. Olimpijczyk z Pekinu 2008, gdzie zajął 21. miejsce w wadze ciężkiej.
Uczestnik mistrzostw świata w 2007. Startował w Pucharze Świata w 2010 i 2011. Brązowy medalista igrzysk panamerykańskich w 2011 i piąty w 2007. Zdobył dwa medale na igrzyskach Ameryki Środkowej i Karaibów w 2010. Zdobył cztery medale na mistrzostwach panamerykańskich w latach 2006 - 2010.

## Letnie Igrzyska Olimpijskie 2008
| Konkurencja | Eliminacje                    | Klas. końcowa |
| Konkurencja | Przeciwnik I                  | Miejsce       |
| ----------- | ----------------------------- | ------------- |
| +100 kg     | Þormóður Árni Jónsson (ISL) P | 21.           |